# サン・カシャーノ・イン・ヴァル・ディ・ペーザ
サン・カシャーノ・イン・ヴァル・ディ・ペーザ（伊: San Casciano in Val di Pesa）は、イタリア共和国トスカーナ州フィレンツェ県にある、人口約16,000人の基礎自治体（コムーネ）。

## 地理

### 位置・広がり

#### 隣接コムーネ
隣接するコムーネは以下の通り。
- バルベリーノ・タヴァルネッレ (タヴァルネッレ・ヴァル・ディ・ペーザ)
- グレーヴェ・イン・キアンティ
- インプルネータ
- モンテスペルトリ
- スカンディッチ

### 気候分類・地震分類
サン・カシャーノ・イン・ヴァル・ディ・ペーザにおけるイタリアの気候分類 (it) および度日は、zona E, 2240 GGである。
また、イタリアの地震リスク階級 (it) では、zona 3 (sismicità bassa) に分類される。

## 行政

### 分離集落
サン・カシャーノ・イン・ヴァル・ディ・ペーザには以下の分離集落（フラツィオーネ）がある。
- Bardella, Bargino, Calcinaia, Calzaiolo, Cerbaia, Chiesanuova, Croce di Via, Fabbrica, Fornacelle, La Romola, Le Quattro Strade, Mercatale in Val di Pesa, Montecapri, Montefiridolfi, Mulino di Sugana, Paolini, Ponte Rotto, Romola, San Fabiano, San Pancrazio (una parte), Sant'Andrea in Percussina, Sant'Angelo, Senecchiolo, Spedaletto, Talente, Valigondoli

## 姉妹都市
- モーガンヒル、アメリカ合衆国
- Nieuwerkerken、ベルギー